# 未来ビジョン 元気出せ!ニッポン!
『未来ビジョン 元気出せ!ニッポン!』（みらいビジョンげんきだせニッポン）は、2010年4月3日より2013年9月28日まで放送されていたBS11の情報番組である。

## 概要
毎回、政治・経済をメインテーマに、日本の各界の専門家をゲストに招き、日本と世界の未来について、生島とのスタジオトークを展開する。

## 出演者
司会
- 生島ヒロシ

アシスタント
- 千綿舞子（2010年4月3日 - 2012年9月29日）
- 橋浦多美（2012年10月6日 - 2013年9月28日）

## 放送時間
2010年4月3日 - 12月25日
- 毎週土曜 22:30 - 23:00（JST）

2011年1月8日 - 2013年9月28日
- 毎週土曜 18:30 - 19:00（JST）

## 放送内容

### 2010年
| 回 | 放送日   | テーマ                                               | ゲスト                                                                       |
| -- | -------- | ---------------------------------------------------- | ---------------------------------------------------------------------------- |
| 1  | 4月3日   | ロボット産業で未来を拓く！                           | 古田貴之（千葉工業大学 未来ロボット技術研究センター所長                      |
| 2  | 4月10日  | リニアが日本を加速する                               | 森地茂（政策研究大学院大学教授）                                             |
| 3  | 4月17日  | 脱石油社会                                           | 矢部孝（東京工業大学教授）                                                   |
| 4  | 4月24日  | ニッポン開国                                         | 坂中英徳（移民政策研究所所長、元東京入国管理局局長）                         |
| 5  | 5月1日   | 日米安保は必要か？                                   | 田母神俊雄（軍事評論家、元航空幕僚長）                                       |
| 6  | 5月8日   | 公立病院を立て直せ                                   | 渡辺幸子（株式会社グローバルヘルスコンサルティング・ジャパン代表取締役社長） |
| 7  | 5月15日  | 個人マネーが経済を救う                               | 澤上篤人（さわかみ投信株式会社代表取締役社長）                               |
| 8  | 5月22日  | ママさんパワー活用術                                 | 駒崎弘樹（NPO法人フローレンス代表理事）                                      |
| 9  | 5月29日  | 野菜は工場で作られる                                 | 嶋村茂治（株式会社みらい代表取締役）                                         |
| 10 | 6月5日   | 無税国家ニッポン                                     | 斎藤精一郎（社会経済学者・エコノミスト）                                     |
| 11 | 6月12日  | 国家戦略、宇宙開発                                   | 青木節子（慶應義塾大学総合政策学部教授）                                     |
| 12 | 6月19日  | 世界に誇れる日本の医療を！                           | 亀田信介（亀田総合病院院長）                                                 |
| 13 | 6月26日  | 温故知新～名著に学ぶ未来ビジョン                     | 渡部昇一（上智大学名誉教授）                                                 |
| 14 | 7月3日   | 教育再生プロジェクト                                 | 渡邉美樹（郁文館夢学園理事長）                                               |
| 15 | 7月10日  | ニッポンの空を変える                                 | 中条潮（慶應義塾大学商学部教授）                                             |
| 16 | 7月17日  | 高齢者パワーを生かせ                                 | 森下篤史（株式会社テンポスバスターズ会長）                                   |
| 17 | 7月24日  | Made by Japanese 世界から求められるニッポン農業      | 昆吉則（株式会社農業技術通信社 代表取締役、「農業経営者」編集長）            |
| 18 | 7月31日  | アジアの人材を呼び込め                               | 是永駿（学校法人立命館副総長、立命館アジア太平洋大学学長）                   |
| 19 | 8月7日   | インフレ目標で景気回復                               | 高橋洋一（嘉悦大学経営経済学部 教授）                                        |
| 20 | 8月14日  | 都市開発は新しいステージへ                           | 増田悦佐（株式会社ジパング・ホールディングス経営企画室シニアアナリスト）     |
| 21 | 8月21日  | Cool Japan 日本はアニメで再興する                    | 櫻井孝昌（コンテンツメディアプロデューサー）                                 |
| 22 | 8月28日  | 観光大国JAPAN！                                      | 森田健作（千葉県知事）                                                       |
| 23 | 9月4日   | 世界の中での日本のあり方                             | 岡崎久彦（NPO法人岡崎研究所所長）                                            |
| 24 | 9月11日  | 塾に学ぶ「個」を伸ばす教育                           | 高嶋哲夫（作家、全国学習塾協同組合理事）                                     |
| 25 | 9月18日  | ベンチャー企業を救うエンジェル                       | 井浦幸雄（日本エンジェルズ・フォーラム代表理事）                             |
| 26 | 9月25日  | スポーツ大国への道                                   | 福田富昭（日本オリンピック委員会副会長）                                     |
| 27 | 10月2日  | エンターテインメントを革新する                       | 秋元康（作詞家）                                                             |
| 28 | 10月9日  | 医療ルネッサンス                                     | 澤芳樹（大阪大学大学院教授）                                                 |
| 29 | 10月16日 | 藻で日本が産油国に！                                 | 渡邉信（筑波大学大学院教授）                                                 |
| 30 | 10月23日 | 世界の頭脳を集めよ                                   | 南部靖之（株式会社パソナグループ代表）                                       |
| 31 | 10月30日 | 日本は国際競争力を高めよ 悲観論を打破する            | 伊藤洋一（住信基礎研究所 主席研究員）                                        |
| 32 | 11月6日  | 軍拡中国と日本の防衛                                 | 山口昇（防衛大学教授）、平松茂雄（中国軍事専門家）、志方俊之（帝京大学教授） |
| 33 | 11月13日 | アジアのリーダーとしての日本                         | 金美齢（評論家）                                                             |
| 34 | 11月20日 | 新学校時代                                           | 大橋清貫（広尾学園理事長・学園長）                                           |
| 35 | 11月27日 | 創造力で新しい富を生み出す                           | ドクター・中松（発明家）                                                     |
| 36 | 12月4日  | 新しい障害者支援～チャレンジドを納税者にできる日本～ | 竹中ナミ（社会福祉法人プロップ・ステーション理事長）                         |
| 37 | 12月11日 | ありふれた素材で新機能を実現～現代の錬金術師～       | 細野秀雄（東京工業大学教授）                                                 |
| 38 | 12月18日 | よみがえれ！ニッポンの翼                             | 前間孝則（ノンフィクション作家）                                             |
| 39 | 12月25日 | いじめをなくせ!教育再生のカギ                        | 加藤十八（至学館大学名誉教授）                                               |

### 2011年
| 回 | 放送日   | テーマ                                                                     | ゲスト                                                           |
| -- | -------- | -------------------------------------------------------------------------- | ---------------------------------------------------------------- |
| 40 | 1月8日   | 人が集まる地方商店街                                                       | 西郷真理子（まちづくりカンパニー・シープネットワーク代表取締役） |
| 41 | 1月15日  | 日本を脅かす中国の国家戦略                                                 | 石平（拓殖大学客員教授）                                         |
| 42 | 1月22日  | 新たな公共事業が日本を救う                                                 | 森田実（森田総合研究所代表取締役）                               |
| 43 | 1月29日  | ものづくり大国、ニッポンの誇り                                             | 橋本久義（政策研究大学院大学教授）                               |
| 44 | 2月5日   | 夢の力で未来を切り拓け                                                     | 竹内真幸（清水建設株式会社「GREEN FLOAT」プロジェクトリーダー）  |
| 45 | 2月12日  | 山村を漁村に 奇跡の水 好適環境水                                           | 山本俊政（岡山理科大学准教授）                                   |
| 46 | 2月19日  | 海洋資源大国ニッポン                                                       | 山田吉彦（東海大学海洋学部教授）                                 |
| 47 | 2月26日  | "はやぶさ"成功に見る ニッポンの宇宙開発の夢                                | 的川泰宣（JAXA名誉教授）                                         |
| 48 | 3月5日   | ニッポンが危ない！安全保障と防衛政策                                       | 森本敏（拓殖大学 海外事情研究所所長）                            |
| 49 | 3月19日  | 日本経済を復活させる成長戦略                                               | 加藤寛（嘉悦大学学長）                                           |
| 50 | 3月26日  | 地域と共に歩むJリーグ                                                      | 川淵三郎（日本サッカー協会名誉会長）                             |
| 51 | 4月2日   | 1周年スペシャル企画 未来ビジョン総集編                                     |                                                                  |
| 52 | 4月9日   | 安売りから高品質・高付加価値へ                                             | 遠藤功（株式会社ローランド・ベルガー日本法人会長）               |
| 53 | 4月16日  | スパイ天国から情報大国へ                                                   | 中西輝政（京都大学教授）                                         |
| 54 | 4月23日  | ニッポンの危機管理 ―今回の震災について―                                    | 佐々淳行（初代内閣安全保障室長、元警察官僚）                     |
| 55 | 4月30日  | アジアの安定と繁栄のための"太平洋ダイヤモンド戦略"                         | 谷口智彦（慶應義塾大学大学院SDM研究科教授）                      |
| 56 | 5月7日   | 公教育再生                                                                 | 森口朗（教育評論家）                                             |
| 57 | 5月14日  | 水ビジネスでニッポンが潤う                                                 | 尾崎弘之（東京工科大学教授）                                     |
| 58 | 5月21日  | Cool Japanを海外ビジネスに                                                 | 中村伊知哉（慶應義塾大学教授）                                   |
| 59 | 5月28日  | 震災復興のための経済政策                                                   | 田村秀男（産経新聞社編集委員兼論説委員）                         |
| 60 | 6月4日   | 世界から愛されるニッポンのおもてなし                                       | 澤功（澤の屋旅館館主）                                           |
| 61 | 6月11日  | 年商５０億円の農業経営                                                     | 木内博一（農業組合法人「和郷園」代表理事）                       |
| 62 | 6月18日  | 日本復活の処方箋                                                           | 三橋貴明（作家・経済評論家）                                     |
| 63 | 6月25日  | 日本の味を世界の食卓へ                                                     | 中嶋貞治（「新宿割烹 中嶋」店主）                                |
| 64 | 7月2日   | 金属資源大国 ニッポン ～都市鉱山を発掘せよ～                               | 平沼光（東京財団研究員・政策プロデューサー）                     |
| 65 | 7月9日   | ブランド豚牧場の挑戦                                                       | 塚原昇（塚原牧場代表取締役）                                     |
| 66 | 7月16日  | "株式会社"保育園がニッポンの育児を変える                                   | 山口洋（株式会社JPホールディングス代表取締役）                   |
| 67 | 7月23日  | 復興から経済成長へのビジョン                                               | 北尾吉孝（SBIホールディングス株式会社 代表取締役執行役員CEO）    |
| 68 | 7月30日  | 医療制度の自由化を                                                         | 川渕孝一（東京医科歯科大学大学院教授）                           |
| 69 | 8月6日   | 宇宙太陽光発電でエネルギー輸出国に                                         | 藤田辰人（宇宙航空研究開発機構JAXA 研究開発本部）                |
| 70 | 8月13日  | 地方の日本ブランド世界へ                                                   | 久慈浩介（南部美人 五代目蔵元）                                  |
| 71 | 8月20日  | 日米同盟を堅持せよ                                                         | 惠隆之介（拓殖大学客員教授）                                     |
| 72 | 8月27日  | 現代文明を1000年先の未来へ                                                 | 黒田忠広（慶応義塾大学教授）                                     |
| 73 | 9月3日   | なぜ今、憲法改正が必要なのか                                               | 安倍晋三（元内閣総理大臣）                                       |
| 74 | 9月10日  | 教育再生に民間の英知を                                                     | 加藤寛（嘉悦大学学長）                                           |
| 75 | 9月17日  | 防衛産業を育成せよ                                                         | 森本敏（拓殖大学 海外事情研究所所長）                            |
| 76 | 9月24日  | インフレ目標でデフレ脱却                                                   | 岩田規久男（学習院大学経済学部教授）                             |
| 77 | 10月1日  | 教育現場の闇 ―いじめ問題を考える―                                          | 義家弘介（参議院議員）                                           |
| 78 | 10月8日  | 島強靭化論                                                                 | 藤井聡（京都大学大学院教授）                                     |
| 79 | 10月15日 | 外国人高度人材が日本の成長を担う                                           | 伊藤憲一（日本国際フォーラム理事長）                             |
| 80 | 10月22日 | 参入自由化で農業を成長産業へ                                               | 大泉一貫（宮城大学・副学長）                                     |
| 81 | 10月29日 | これからの日米同盟                                                         | ケビン・メア（元アメリカ国務省日本部長）                         |
| 82 | 11月5日  | 国会改革で日本を政治大国に                                                 | 小林節（慶應義塾大学教授）                                       |
| 83 | 11月12日 | 金融立国ニッポン                                                           | 櫻川昌哉（慶應義塾大学経済学部教授 経済学博士）                  |
| 84 | 11月19日 | リニア中央新幹線が日本を変える                                             | 瀬田史彦（大阪市立大学大学院・創造都市研究科准教授）             |
| 85 | 11月26日 | 日本の国際地位を高めて世界にリーダーに                                     | 北岡伸一（東京大学法学部教授）                                   |
| 86 | 12月3日  | 市場の活力を活かす日本再生の道                                             | 八代尚宏（国際基督教大学客員教授）                               |
| 87 | 12月10日 | 保育と介護の融合事業が日本を救う                                           | 貞松成（株式会社global bridge（グローバルブリッジ）代表取締役）  |
| 88 | 12月17日 | アジア・ヘッドクォーター特区 〜外国企業の呼び込み、東京がアジアの中心に〜! | 島田晴雄（千葉商科大学学長）                                     |
| 89 | 12月24日 | 減税特区で産業集積 〜復興から成長へ〜                                      | 戸堂康之（東京大学大学院教授）                                   |
| 90 | 12月31日 | 年末特別企画 逆境の中の希望                                                |                                                                  |

### 2012年
| 回  | 放送日   | テーマ                                                               | ゲスト                                                                       |
| --- | -------- | -------------------------------------------------------------------- | ---------------------------------------------------------------------------- |
| 91  | 1月7日   | 新春特別企画〜2012 世界はこうなる〜                                  | 伊藤貫（国際政治アナリスト）                                                 |
| 92  | 1月14日  | 公務員制度改革から日本が変わる                                       | 古賀茂明（元経済産業省）                                                     |
| 93  | 1月21日  | 外交力を強化せよ                                                     | 田中均（日本総研国際戦略研究所理事長）                                       |
| 94  | 1月28日  | シルバーICTビジネス先進国 日本                                       | 小尾敏夫（早稲田大学大学院教授）                                             |
| 95  | 2月4日   | 日本が果たすべき役割とは                                             | 古森義久（国際ジャーナリスト）                                               |
| 96  | 2月11日  | 日本の教育に国際競争力を                                             | 中原徹（大阪府立泉高等学校校長）                                             |
| 97  | 2月18日  | IPS細胞が未来の医療を変える                                          | 岡野栄之（慶応義塾大学教授）                                                 |
| 98  | 2月25日  | ユーグレナ革命-ミドリムシが世界を救う-                               | 出雲充（株式会社ユーグレナ代表）                                             |
| 99  | 3月3日   | 電動バイクで世界を目指す                                             | 徳重徹（テラモーターズ株式会社社長）                                         |
| 100 | 3月10日  | 公教育を立て直せ!〜よりよい学校づくりのための塾からの提案〜          | 高濱正伸（花まる学習会代表）                                                 |
| 101 | 3月17日  | 過去の震災から考える経済復興策                                       | 田中秀臣（上武大学ビジネス情報学部教授）                                     |
| 102 | 3月24日  | 宇宙エレベーターで日本を宇宙開発大国に                               | 青木義男（宇宙エレベーター協会・副会長）                                     |
| 103 | 3月31日  | トップマネジメント人材を育成せよ                                     | 堀義人（グロービズ経営大学院学長）                                           |
| 104 | 4月7日   | 日本の農業を世界に誇る産業に                                         | 浅川芳裕（月刊誌『農業経営者』副編集長）                                     |
| 105 | 4月14日  | 未来に対する備えワールドプロジェクトレーザー発電で世界が変わる       | 北川米喜（光産業創成大学院大学教授）                                         |
| 106 | 4月21日  | 日本の技術が世界の命を救う〜医療機器先進国の使命〜                   | 妙中義之（国立循環器病研究センター研究所副所長）                             |
| 107 | 4月28日  | 日本の未来を支えるX線レーザー SACLA稼動!                             | 石川哲也（理化学研究所播磨研究所所長・放射光化学総合研究センターセンター長） |
| 108 | 5月5日   | 世界に誇れる株式市場を目指せ                                         | 斉藤惇（東京証券取引所グループ社長）                                         |
| 109 | 5月12日  | 医療産業特区で14兆円の市場創出を                                     | 小林延秀（川崎市臨海国際戦略室長）                                           |
| 110 | 5月19日  | リンクする尖閣と普天間問題                                           | 森本敏（拓殖大学大学院教授）                                                 |
| 111 | 5月26日  | 少子化社会への提言〜私たちが考えるべき不妊治療〜                     | 田中温（セントマザー産婦人科医院医院長）                                     |
| 112 | 6月2日   | 今 未来を作ること -平和を構築する-                                   | 瀬谷ルミ子（東日本紛争予防センター事務局長）                                 |
| 113 | 6月9日   | -東京スカイツリー開業-時空を超えたランドスケープで世界一の観光都市に | 鈴木道明（東武タワースカイツリー株式会社社長）                               |
| 114 | 6月16日  | RAKUGO、世界を翔る                                                   | 桂かい枝（落語家）                                                           |
| 115 | 6月23日  | 異文化コミュニケーションのスキルを磨け                               | 山久瀬洋二（ビジネス・コンサルタント）                                       |
| 116 | 6月30日  | 柔道人を育て国を結ぶ                                                 | 山下泰裕（東海大学副学長）                                                   |
| 117 | 7月7日   | 社会に貢献すること                                                   | 冨田洋（ジオ・リサーチ株式会社社長）                                         |
| 118 | 7月14日  | 共感型メディアが世界を変える                                         | 夏野剛（慶應義塾大学政策メディア研究科特別招聘教授、ドワンコ取締役）         |
| 119 | 7月21日  | 不可能を可能にする                                                   | 古田貴之（千葉工業大学未来ロボット技術研究センター所長）                     |
| 120 | 7月28日  | 人々を救え!医療ボランティア                                          | 吉岡秀人（ジャパンハート代表）                                               |
| 121 | 8月4日   | かっこいい車椅子が社会を変える                                       | 石井重行（オーニックスエンジニアリング社長）                                 |
| 122 | 8月11日  | 限界集落をよみがえらせた発想法                                       | 高野誠鮮（石川県羽昨市役所職員）                                             |
| 123 | 8月18日  | 移民企業家、逆境からの挑戦                                           | 新田一福（株式会社メトラン代表）                                             |
| 124 | 8月25日  | オスプレイ問題から見る日本の安全保障                                 | 潮匡人（軍事ジャーナリスト）                                                 |
| 125 | 9月1日   | 美術館で地域再生-文化が経済を支える-                                 | 蓑豊（兵庫県立美術館館長）                                                   |
| 126 | 9月8日   | 緊急提言 いじめ対策                                                  | 森口朗（教育評論家）                                                         |
| 127 | 9月15日  | ワンコイン健診で医療費を軽減する                                     | 川添高志（ケアプロ株式会社代表）                                             |
| 128 | 9月22日  | がん治療の最前線 メディポリス                                        | 永田良一（財団法人メディポリス医学研究財団理事長）                           |
| 129 | 9月29日  | 日本再生へ-リーダーを育てる-                                         | 野田智義（NPO法人ISL代表）                                                   |
| 130 | 10月6日  | 日銀インフレ目標の功罪 デフレ脱却への道                              | 岩田規久男（学習院大学教授）                                                 |
| 131 | 10月13日 | 世界経済に中のニッポン                                               | 三橋貴明（経済評論家）                                                       |
| 132 | 10月20日 | 列島強靭化論2                                                        | 藤井聡（京都大学教授）                                                       |
| 133 | 10月27日 | 日本の外交を考える                                                   | 岡崎久彦（岡崎研究所所長・外交評論家）                                       |
| 134 | 11月3日  | ダイバーシティ・マネジメント 多様性が生み出す経済成長への道          | 谷口真美（早稲田大学大学院商学研究科教授）                                   |
| 135 | 11月10日 | グローバル研究都市創成ヒッグス粒子解明の加速器誘致で知の拠点を目指せ | 増田寛也（日本創成会議座長）                                                 |
| 136 | 11月17日 | 地方を活性化する新しい発想と情熱                                     | 藤崎慎一（株式会社地域活性プランニング代表取締役）                           |
| 137 | 11月24日 | 世界を救う日本人のアイデア                                           | 秋元義彦（株式会社バン・アキモト社長）                                       |
| 138 | 12月1日  | 赤字ローカル線復活に見る夢と戦略                                     | 鳥塚亮（いすみ鉄道社長）                                                     |
| 139 | 12月8日  | サイバーテロの脅威 情報セキュリティを強化せよ                        | 土屋大洋（慶應義塾大学大学院教授）                                           |
| 140 | 12月15日 | 安心して飲める水が世界を救う                                         | 小田兼利（日本ポリグム社長）                                                 |
| 141 | 12月22日 | 植物工場最前線                                                       | 渡邊博之（玉川大学農学部教授）                                               |
| 142 | 12月29日 | 2012年末特別企画 今ニッポンにある希望                                |                                                                              |

### 2013年
| 回  | 放送日  | テーマ                                                                      | ゲスト                                                                                         |
| --- | ------- | --------------------------------------------------------------------------- | ---------------------------------------------------------------------------------------------- |
| 143 | 1月5日  | 2013大胆予測 日米関係から見る世界の動向                                     | 日高義樹（ハドソン研究所主席研究員）                                                           |
| 144 | 1月12日 | 北海道を″食″の発信基地に                                                    | 鈴木忠敏（酪農学園大学教授）                                                                   |
| 145 | 1月19日 | 中国は今                                                                    | 石平（評論家）                                                                                 |
| 146 | 1月26日 | 日本の水産業を成長産業に                                                    | 大泉一貫（宮城大学副学長）                                                                     |
| 147 | 2月2日  | 品川‐田町に「国際都心」誕生                                                 | 市川宏雄（明治大学専門職大学院長）                                                             |
| 148 | 2月9日  | 災害ボランティアを通じて考える 有事に必要な備えとは?                        | 黒澤司（日本財団シニアマネージャー）                                                           |
| 149 | 2月16日 | 世界に羽ばたく東急多摩田園調布                                              | 星野俊幸（BECAMEX TOKYU社長）                                                                  |
| 150 | 2月23日 | リーダーの資質〜日本に求められる起業家とは〜                                | 堀義人（グロービズ経営大学院学長）                                                             |
| 151 | 3月2日  | ips細胞の実用化に向けて                                                     | 横山周史（株式会社リプロセル社長）                                                             |
| 152 | 3月9日  | 和食を世界遺産に                                                            | 村田吉弘（日本料理アカデミー理事長）                                                           |
| 153 | 3月16日 | アジア安定へ 日本がすべきこととは                                           | 森本敏（元防衛大臣・評論家）                                                                   |
| 154 | 3月23日 | 加速する「人工光合成」実用化への道 日本がリードする最先端科学が世界を変える | 神谷信夫（大阪市立大学教授）                                                                   |
| 155 | 3月30日 | 金融緩和が導く好景気                                                        | 浜田宏一（イェール大学名誉教授・内閣官房参与）                                                 |
| 156 | 4月6日  | 変革の時代のリーダーに望むこと                                              | 野田一夫（財団法人日本総合研究所会長・事業構想大学院学長）                                     |
| 157 | 4月13日 | がん患者を救う日本のものづくり技術                                          | 西村幸（株式会社リバーセイコー会長 ）                                                          |
| 158 | 4月20日 | 中国の動向を予測する                                                        | 石平（評論家）                                                                                 |
| 159 | 4月27日 | 下水道ビジネスを勝ち抜く                                                    | 楠田哲也（九州大学名誉教授）                                                                   |
| 160 | 5月4日  | 2020東京オリンピックが生み出すダイナミズム                                  | 水野正人（日本オリンピック委員会副会長 東京2020オリンピック･パラリンピック招致委員会副理事長） |
| 161 | 5月11日 | きめ細やかさを輸出産業に                                                    | 遠藤正一（ロングライフホールディング代表取締役）                                               |
| 162 | 5月18日 | なでしこジャパンに学ぶ組織マネジメント                                      | 佐々木則夫（なでしこジャパン監督）                                                             |
| 163 | 5月25日 | 林業からはじまる地域再生                                                    | 牧大介（株式会社西粟倉 森の学校代表取締役）                                                    |
| 164 | 6月1日  | 離島から始まる日本再生                                                      | 山内道雄（島根県隠岐郡海士町町長）                                                             |
| 165 | 6月8日  | 農業経営の新しいカタチ                                                      | 岩瀬弥隆（クリアライズ社長）                                                                   |
| 166 | 6月15日 | 3Dプリンターがもたらす産業革命                                              | 原雄司（株式会社ケイズデザインラボ社長）                                                       |
| 167 | 6月22日 | 海洋エネルギーを世界へ                                                      | 池上康之（佐賀大学准教授 海洋エネルギー研究センター・副センタ―長）                             |
| 168 | 6月29日 | ニッポンのミライ                                                            |                                                                                                |
| 169 | 7月6日  | 日本のベンチャーを革新する 日本人が海外で戦うために必要な事                 | 徳重徹（テラモーターズ社長）                                                                   |
| 170 | 7月13日 | 起業家支援で未来を創る 新しい起業家育成のカタチ                             | 榊原健太郎（株式会社サムライインキュベート代表）                                               |
| 171 | 7月20日 | クールジャパンが目指すもの                                                  | 小田切未来（経済産業省クール・ジャパン海外戦略室長補佐）                                       |
| 172 | 7月27日 | 日本発！注目の新素材セルロースナノファイバー                                | 矢野浩之（京都大学生存圏研究所教授）                                                           |
| 173 | 8月3日  | 世界へ貢献する技術革新 日本から発信する農業テクノロジー革命                 | 森有一（メビオール株式会社代表取締役社長）                                                     |
| 174 | 8月10日 | 日の丸海洋資源開発 「メタンハイドレー ト」実用化への道                      | 河野博文（独立行政法人石油天然ガス・金属鉱物資源機構理事長）                                   |
| 175 | 8月17日 | グローバル市場で活躍する                                                    | 荒巻基文（産業能率大学教授）                                                                   |
| 176 | 8月24日 | 個性的な大学教育が日本を変える                                              | 野田一夫（財団法人日本総合研究所会長・事業構想大学院大学学長）                                 |
| 177 | 8月31日 | シニアライフに生きがいを シニア起業が生み出す活力                           | 片桐実央（銀座セカンドライフ社長）                                                             |
| 178 | 9月7日  | 日本版NSC国家安全保障会議創設 日本の国益を守るには                          | 宮家邦彦（キャノングローバル戦略研究所 研究主幹）                                              |